# Chitlin’ Circuit
Chitlin’ Circuit war der Name einer Reihe von Musiktheatern im Süden und Osten der USA, die Musikern, Comedians und sonstigen Bühnenkünstlern afroamerikanischer Herkunft während der Rassentrennung sichere Auftritte gewährten. Der Name geht zurück auf das traditionelle afroamerikanische Soul Food Chitterlings (ausgesprochen Chitlins), ein Gericht aus Schweinedarm.
Der Chitlin’ Circuit war das Karriere-Sprungbrett von erfolgreichen Künstlern wie Cab Calloway, B. B. King, Duke Ellington, Ray Charles, The Supremes, Ike & Tina Turner, Patti LaBelle, Jimi Hendrix, Gladys Knight & the Pips, Otis Redding, The Isley Brothers und The Jackson 5, um nur einige Beispiele zu nennen.
Zu den wichtigsten Clubs des Chitlin’ Circuit gehörten der Cotton Club in New York City, das Apollo Theater in Harlem, das Victory Grill in Austin, das Howard Theatre in Washington, das Uptown Theatre in Philadelphia, das Royal Theatre in Baltimore und The Fox Theatre in Detroit.